# Heshun, Chongqing
Heshun (kinesiska: 和顺) är en köping i sydvästra Kina. Den ligger i stadsdistriktet Wulong i storstadsområdet Chongqing, omkring 85 kilometer öster om det centrala stadsdistriktet Yuzhong. 